# Višegrad, Praga
Višegrad (češko Vyšehrad – zgornji grad) je zgodovinska utrdba v mestu Praga v Češki. Zgrajena je bila verjetno v 10. stoletju na hribu nad Vltavo. V gradu sta bazilika sv. Petra in Pavla in Višegrajsko pokopališče z ostanki mnogih znanih ljudi iz češke zgodovine, med njimi Antonína Dvořáka, Bedřicha Smetane, Karla Čapka in Alfonsa Muche. Ima tudi najstarejšo ohranjeno stavbo, praško rotundo sv. Martina iz 11. stoletja.
Lokalna legenda pravi, da je bil Višegrad prvo naselje, iz katerega je nato nastala Praga, a ta trditev ni dokazana.

## Lega
Višegrad je le nekaj več kot 3 km jugovzhodno od praškega gradu na desnem bregu reke Vltave. Pankrácka ravnina leži na nadmorski višini okoli 230 m in se razteza na severozahod, to je približno 600 m dolg rt, zagozdena je med reko Vltavo in dolino potoka Botič. Severna, zahodna in južna pobočja hriba so zelo strma, na jugozahodnem robu je 42 m visoka skala iz ordovicijskih skrilavcev, ki padajo neposredno v reko. Na tej točki je največja globina na celotnem ozemlju Prage. Z vrha skale je zelo lep razgled na Prago in Vltavo, je ena najlepših naravnih razglednih točk v Pragi.

## Zgodovina

### Prazgodovina
Najzgodnejši dokaz naselitve Višegrada so arheološke najdbe iz obdobja eneolita ob koncu 4. in v 3. tisočletju pr. n. št. To so ostanki kulture lijakastih čaš (datirani okoli 3200–3000 pr. n. št.) kulture Řivnáč (2500–2300 pr. n. št.). Številna podobna naselja v Pragi, kot so Zámka, Šárka in Butovice, so dokumentirana, utrdba Višegrada pa ni. Pomembnih ugotovitev iz drugih obdobjih ni, pojavljajo se samo v prvi polovici 10. stoletja. Manjše sledi zgodnje slovanske poselitve iz 6. in 7. stoletja kažejo lončenina in celo ostanki dveh naslednjih stoletij, kar je v popolnem nasprotju z Višegradom kot zgodnjim mestom češke državnosti v srednjeveških legendah.

### Začetki Višegrada
Do 10. stoletja ni bilo sledov sedanjega Višegrada. Našli so številne ostanke lončenine na različnih krajih hriba, ostajajo obzidje iz kamnitega zidu na severnem robu današnjih Karlachovih nasadov in temelji cerkve v obliki grškega križa pod baziliko sv. Lovrenca, ohranjeno v stavbi sedanje stare dekanije. Ta stavba je datirana v približno 80. do 90. leta 10. stoletja. Vse te ugotovitve in tudi pisni viri kažejo, da je Višegrad približno stoletje mlajši od praškega gradu (prvotno je bil tam grad »Chrasten – ... quam moderno nuncupant Wissegrad, tunc avtem ab arbustis traxerat nomen Hvrasten). Zapisi o obstoju Višegrada (v obliki VVISEG, WISEG, VVISEGRAD, VAISGRAD itd.) se prvič pojavijo kot napis na hrbtni strani kovancev iz konca vladavine Boleslava II. Približno med 992 in 1012 so Boleslav II., Boleslav III. in Jaromir kovali denar, drugače je Višegrad omenjen šele v zgodnjih letih 11. stoletja. Kronist Kozma za leti 1003 in 1004 piše, da je princ Jaromir okreval v Višegradu in da so ostali zvesti Bolesłavu. Tudi Thietmar iz Merseburga za leto 1004 navaja, da je bilo zvonjenje v Višegradu znak za izgon Poljakov iz Prage. Natančen potek utrdb iz tega obdobja ni znan zaradi poznejših sprememb in je ocenjen na 9 do 10 hektarjev.
Avgusta 2014 so arheologi odkrili približno 150 metrov od bazilike svetega Petra in Pavla temelje ene največjih cerkva v srednji Evropi iz leta okoli 1000. Kvadratne oblike s tremi apsidami s površino 230 m² veljajo za največjo cerkev tistega časa na območju zahodnih Slovanov in je 40 odstotkov večja od nekdanje rotunde svetega Vida. Tloris kaže, da je bila stavba v bizantinskem slogu.

### Kraljeva rezidenca
Ko se je dinastija Pšemislov naselila na sedanjem mestu praškega gradu, sta dva gradova vzdrževala nasprotovanja vplivnih področij približno dve stoletji. To je bil drugi sedež čeških vladarjev, zgrajen na strmi skali tik nad desnim bregom reke Vltave v 10. stoletju. Višek je Višegrad dosegel v drugi polovici 11. stoletja, ko je Vratislav prenesel svoj sedež iz praškega gradu, prvotna utrdba je bila predelana kot kompleks obsežnega kraljevega luksuznega domovanja, cerkev in sedež kapitlja. Obdobje rasti se je končalo okoli leta 1140, ko je princ Soběslav preselil svoj sedež nazaj na praški grad.
Ko je sveti rimski cesar Karel IV. v začetku 14. stoletja začel graditi praški grad v sedanjih razsežnostih, je bil slabši višegrajski grad opuščen kot kraljevi dom. Pozneje je Karel IV. celoten kompleks obnovil in dodal nove utrdbe z dvojimi vrati, zgrajena je bila kraljeva palača, medtem ko je bila palača svetnikov Petra in Pavla popravljena. Na začetku husitskih vojn so Husiti Višegrad osvojili in ga leta 1420 oplenili. Ponovno so ga leta 1448 oplenili vojaki kralja Jurija Poděbradija. Grad je bil nato opuščen in ostal uničen. Prenovo je doživel v 17. stoletju, ko je habsburška monarhija prevzela Češko po tridesetletni vojni. Leta 1654 so ga preoblikovali v baročno trdnjavo in je postal center za usposabljanje avstrijske vojske, pozneje pa je bil vključen v baročno obzidje okoli Prage.
Sedanja oblika Višegrada kot utrjenega prebivališča z močnim opečnim obzidjem, trdnjavo in vrati Tabor in Leopold, je posledica baročnega preoblikovanja. Cihelna Brána (Opečna vrata) je struktura sloga empire iz leta 1841. Glavni del vrat Špička, deli romanskega mostu in porušenega gotskega razglednega stolpa so znani kot Libušina lázeň (Libušina kopel), iz srednjega veka so se ohranili le fragmenti. Romanska rotunda svetega Martina datira v drugo polovico 11. stoletja. Cerkev svetega Petra in Pavla iz 11. stoletja, ki stoji nad Višegradom, je bila predelana v drugi polovici 14. stoletja in še enkrat leta 1885 in 1887 v neogotskem slogu. Višegrad in območje okoli njega sta postala del prestolnice leta 1883. Območje je eno od katastrskih okrajev mesta.

### Višegrad danes
Z 21. stoletjem je Višegrad postal javni park in priljubljen kraj za rekreacijo in praznovanja, kot je silvestrovanje.

## Galerija
- Glavna fasada cerkve
- Kipi v parku Josefa Václava Myslbeka
- Cerkev sv. Petra in Pavla v Višegradu
- Višegrajsko pokopališče
- Hudičev steber
- Najstarejša rotunda sv. Martina iz 11. stoletja
- Zgradba Libušine kopeli
- Razgled z Višegrada

## Nekateri deli območja

### Utrdba
- Opečna vrata na severni strani Vratislavove ulice
- Gorlice, podzemna dvorana na vzhodu Opečnih vrat
- Vrata Tabor, prvi prehod s Pankráca
- Ostanki gotskih vrat Špička, druga vrata
- Leopoldova, tudi francoska vrata, tretja vrata
- Libušine kopeli

### Cerkve, kapelice in pokopališča
- Bazilika svetega Petra in Pavla z dvema stolpoma
- Rotunda svetega Martina iz časa okoli 1120
- Kapela Naše Gospe Šancovské v parku za rotundo
- Kapela obglavljenja sv. Janeza Krstnika v parku za rotundo
- Kapela sv. Ljudmile
- Temelji bazilike svetega Lovrenca v stari dekaniji
- Višegrajsko pokopališče